# Dobrkowo
Dobrkowo [dɔbrˈkɔvɔ] (tiếng Đức: Daberkow) là một ngôi làng thuộc khu hành chính của Gmina Radowo Małe, thuộc quận Łobez, West Pomeranian Voivodeship, ở phía tây bắc Ba Lan.
Nó nằm khoảng 10 kilômét (6 mi) về phía tây nam của Radowo Małe, 20 km (12 mi) phía tây Łobez và 54 km (34 mi) về phía đông bắc của thủ đô khu vực Szczecin.